# Odougba
Odougba è un arrondissement del Benin situato nella città di Ouèssè (dipartimento delle Colline) con 12.129 abitanti (dato 2006).